# Josh Agle
Josh Agle (* 31. August 1962 in Sierra Madre, Kalifornien) ist ein US-amerikanischer Künstler, der auch unter dem Pseudonym Shag bekannt ist.

## Leben
Josh Agle kam am 31. August 1962 als erstes von neun Kindern in Sierra Madre zur Welt. Seine frühe Kindheit verbrachte Agle in Hawaii, später zog die Familie nach Los Angeles. Als Agle die High School besuchte, zog die Familie nach Utah um. Mitte der 1980er-Jahre ging Agle schließlich zurück nach Kalifornien, um dort an der California State University von Long Beach Wirtschaft und Architektur zu studieren.
Er änderte sein Hauptfach in Grafikdesign und erzielte während seines Studiums mit Arbeiten für die Magazine Time, Forbes und Entertainment Weekly erste Erfolge als Illustrator. Außerdem entwarf er Plattencover für in der Region bekannte Bands. Als er für seine eigene Band, die Swamp Zombies, ein Cover gestaltete, benutzte er erstmals das Pseudonym Shag. Der aus den letzten beiden Buchstaben seines Vornamens und den ersten beiden Buchstaben seines Nachnamens zusammengesetzte Künstlername sollte ursprünglich lediglich davon ablenken, dass der Illustrator gleichzeitig Bandmitglied war.
Im Jahr 1995 wurde Agle von Otto Von Stroheim gebeten, ein Bild zu einer Ausstellung beizusteuern. Dieses Bild wurde auf Anhieb für 200 US-Dollar verkauft und sicherte Agle die Aufmerksamkeit des einflussreichen Galeristen Billy Shire. Agle erhielt die Möglichkeit, bei einer 1996 stattfindenden Ausstellung in Shires Galerie La Luz de Jesus in Hollywood eine Reihe weiterer Bilder zu präsentieren. Alle dort ausgestellten Bilder wurden verkauft und Shire war so begeistert, dass er eine Ausstellung nur für Werke Agles organisierte, die sehr gut besucht wurde und deren Bilder ebenfalls schnell verkauft waren.
Seitdem hatte Agle wiederholt Ausstellungen in verschiedenen Galerien in den Vereinigten Staaten, Japan, Australien und Europa. Im Jahr 2009 eröffnete ein sogenannter SHAG-Store in Palm Springs, der Merchandising-Produkte mit Motiven Agles verkauft.
Zu Agles außergewöhnlichen Projekten gehören verschiedene Arbeiten für den Disney-Konzern, der für das Venetian Resort Hotel gestaltete sogenannte Venus Room und ein über dreißig Meter langes Wandbild im Georgia Aquarium.
Josh Agle lebt mit seiner Ehefrau und den beiden gemeinsamen Kindern auf einer Ranch in Orange County, Kalifornien.

## Stil
Josh Agles Kunst wird dem Lowbrow zugeordnet. Sie ist maßgeblich durch die Tiki-Kultur sowie die Werbung, Cartoons und Popkultur der 1950er- und 1960er-Jahre beeinflusst.